# Hospice Saint-Louis
L'hospice Saint-Louis, ou hôpital général de Caen, est un ancien établissement charitable fondé à Caen en 1655. Les locaux sont construits dans les années 1670 au sud du quartier Saint-Jean. Créé principalement pour interner les mendiants et vagabonds, l'établissement devient au XVIIIe siècle un lieu d’accueil des enfants abandonnés et orphelins, ainsi que des personnes âgées invalides ou impotentes. L'hospice Saint-Louis est transféré dans les locaux de l'ancienne abbaye aux Dames en 1908. Entre 1972 et 1984, l'hôpital se spécialise dans l’accueil de personne âgées et change de nom (centre pour personnes âgées, puis résidence la Charité).

## Histoire

### Sous l'ancien régime
Le 10 mars 1655, l’assemblée générale de la ville de Caen, sous l'influence de Henri II d'Orléans-Longueville, gouverneur de Normandie, fonde un bureau pour renfermer les pauvres,. La création de cet hôpital est confirmée par une lettre patente du 10 mars 1656. 
Le 12 mars 1674, le parlement de Normandie demande que l’établissement soit nommé l’hôpital général de la charité de Caen. Plusieurs terrains à l'extérieur de la ville sont pressentis pour accueillir l’hôpital : vers le manoir des Gens d'armes à Calix, à la Maladrerie ou au-dessus de Montaigu à Vaucelles. Finalement, l’assemblée générale de la ville décide, le 27 juin 1674, de faire construire l’hôpital intra muros dans l'ancien près de la foire, au sud-ouest de l’île Saint-Jean, à proximité de l'Hôtel-Dieu. L’établissement bénéficie de l'aide financière du M. Gavrus de Bernières, neveu de Jean de Bernières, qui est inhumé dans le chœur de l'église de hôpital après sa mort en 1691,. Les travaux commencent en 1675 et les premiers pauvres, abrités à la Gobelinière sur la rive droite de l'Orne, y sont transférés le 16 août 1678. La propriété est délimitée à l'ouest et au sud par les fortifications de Caen. En 1679, une buanderie est construite entre le canal Robert et le mur d'enceinte de la ville, à travers lequel on perce un passage, et un quai est établi le long du canal pour faciliter le travail des lessiveuses. L’église, construite en utilisant les matériaux issus de la destruction du temple protestant en 1685, est terminée en 1690 et la première messe y est célébrée le 12 mars.
En 1679, le père jésuite Louis Le Valois, professeur de philosophie au collège du Mont,, et Élisabeth de Saint-Simon de Méautis fondent une congrégation de droit diocésain pour le service des pauvres recueillis dans l'hôpital général. Les règles de la communauté des Servantes de Jésus sont rédigées en 1686. La communauté se développe : huit religieuses en 1679, douze en 1684, vingt en 1767 et vingt-quatre au moment de la suppression de l'ordre. L'une d'entre elles, Marie-Barbe Pellerin de la Coudraye (1686-1763), fonde en 1714 à l'Hôpital Général de Rouen, avec les mêmes règles et constitutions, la Congrégation Notre-Dame de Charité de Rouen. 
L’hôpital est un exemple d'institution disciplinaire dont le concept a été développé par Michel Foucault. Ce nouvel établissement fait en effet partie de la politique d'enfermement systématique des mendiants et vagabonds. Il accueille les pauvres de la ville et les enfants abandonnés après l'âge de huit ans,. En 1698, des ateliers de dentelle sont ouverts pour faire travailler les filles et garçons. Grâce à ces ressources supplémentaires, la situation financière de l’hôpital général est plus confortable que celle de l'Hôtel-Dieu son voisin. Dans la deuxième partie du XVIIIe siècle, les mendiants et vagabonds sont envoyés au dépôt de mendicité de Beaulieu (actuel centre pénitentiaire de Caen) ; seuls les vieillards infirmes ou ne pouvant travailler, ainsi que les orphelins pauvres et les enfants trouvés et abandonnés, demeurent dans l'hospice.

### AuXIXesiècle
Le 15 octobre 1803, les Petits renfermés et l'hospice Saint-Louis sont réunis en une institution unique. Un décret du 15 novembre 1810 contient le brevet d'institution publique des sœurs hospitalières de l’hôpital de Saint-Louis de Caen. En vertu du décret du 19 janvier 1811, l’hôpital est désigné comme hospice dépositaire pour les enfants abandonnés du département du Calvados. Il abrite également les vieillards dits caducs.

### AuXXesiècle
En mai 1897, la commission administrative des hospices de Caen décide de désaffecter l'hospice Saint-Louis et de l'installer dans l'ancienne abbaye aux Dames après le transfert de l’Hôtel-Dieu dans de nouveaux locaux,. En 1908, le nouvel hôpital (actuel hôpital Clemenceau) est inauguré sur la route de Ouistreham et l'hospice Saint-Louis s'installe dans l'ancienne abbaye en 1914. 
La démolition de l'ancien établissement est retardée par la Première Guerre mondiale du fait de son utilisation comme hôpital militaire provisoire. Le plan définitif du nouveau quartier Saint-Louis est présenté en 1919. La chapelle Saint-Louis, qui devait être préservée pour être transformée en maison de la mutualité, est amenée à être détruite pour permettre le percement d'une nouvelle rue dans le prolongement de la rue Singer. Les bâtiments sont démolis au début des années 1920. Malgré leur état de vétusté, seules sont conservées les tours Ès-Morts et Devers-les-Près, au sud du terrain, qui sont classées monuments historiques en 1921. Les 2,3 ha de terrain sont lotis et plusieurs voies sont créées (place Maréchal-Foch ; rues Gabriel Dupont, René Perotte, du Onze-Novembre, Paul Toutain, Gaston Lavalley, de Reims).
Entre 1972 et 1984, l'hospice Saint-Louis est transféré dans le couvent de la Charité de Caen à la Guérinière et se spécialise dans l'accueil des personnes âgées. Il devient le centre pour personnes âgées, puis la résidence pour personnes âgées « La Charité ».

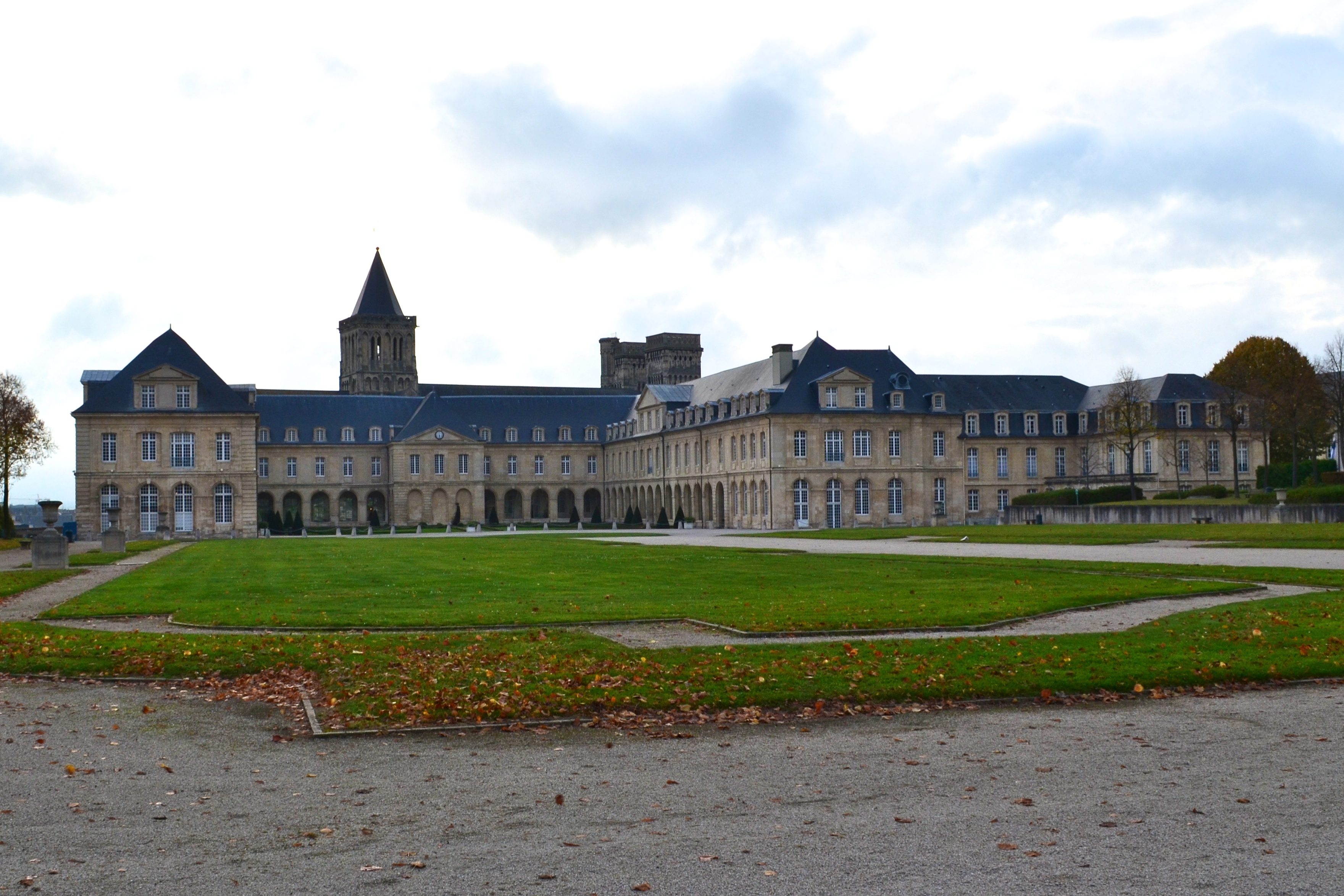
L'abbaye aux Dames qui accueille l'hospice entre 1908 et 1975

## Architecture
« [La] longue façade, à peine percée de trois portes et de quelques fenêtres, [...] s'étend sur plus de la moitié du côté gauche de la rue Saint-Louis.
C'est d'abord la cour d’entrée, d'aspect calme et accueillant avec sa rangée de parloirs d'un côté et de l'autre la crèche où sont accueillis les tout petits enfants.
À la suite de cette cour se trouve celle du quartier des femmes, vaste et bordée au fond par les bâtiments de service de l'hospice ; ces bâtiments élevés sans aucune prétention architecturale ont été bâtis au XVIIe siècle pour un usage auquel ils sont encore affectés et je me souviens avoir entendu vanter leur commodité par le personnel de l'hospice, l'élévation des étages n'est pas exagérée par suite les escaliers sont en pente douce et à ce point de vue ils offrent un avantage sur ces beaux bâtiments de l'abbaye aux Dames construits pour une autre destination et dans lesquels les services de l'hospice Saint-Louis vont être transférés.
La même observation est à faire pour la cour et les bâtiments du quartier des hommes.
Entre les deux cours se remarque un gros pavillon central dont la façade principale, qui a fort grand air s’élève sur le vaste jardin, du côte de la cour des femmes son vaste toit est accolé d'un haut beffroi en charpente refait il y a quelques années et qui présentait avant cette reconstruction un aspect très pittoresque.
La chapelle s’élève également entre les cours des deux quartiers. À l'extérieur, elle n'offre pas non plus un aspect bien remarquable, elle est du style « jésuite » le moins orné possible et pourvue au chevet d'un clocher octogonal très simple, sa façade absolument nue donne sur la rue Saint-Louis.
L'intérieur présentait plutôt quelqu'intérêt. La chapelle contient un assez beau autel et elle est a trois nefs, séparées par des colonnes de pierre blanche, et ses nefs latérales sont surmontées de tribunes.
Une tradition locale fait des boiseries de ces tribunes et de celles de la voûte couvrant la grande nef, un souvenir historique. Lors de la révocation de l’Édit de Nantes, le temple établi au Bourg-l'Abbé et où se célébrait le culte reformé, fut démoli et les matériaux en furent donnés à l'Hôpital général alors en construction et qui en fit les boiseries de sa chapelle.
Autour de cette chapelle se trouvent de petits bâtiments et des courettes étroites, dont l'aspect rappelle celui des logis des béguinages de Flandre. » 
La cloche de l’église provenait également de l'ancien temple protestant.